# 青木文献
青木 文献（あおき ぶんけん）とは、愛知県豊川市御油町欠間の中西家に伝わる、南朝忠臣千種忠顕の一子「青木和田尉盛勝」の子「青木平馬」が、応永30年（1423年）と同31年（1424年）に書き残した3通の覚え書の事で、別名「千種文献」ともいう。1940年（昭和15年）、三河吉野朝聖蹟研究所から出版された『長慶天皇御聖蹟と東三河の吉野朝臣』（中西久次郎・家田富貴男共著）で公刊された。
青木和田尉盛勝および青木平馬は、長慶天皇及び皇子・松良親王に近侍した近臣なので「青木文献」の史料価値は高く、三河地方に口碑によって伝承されていた三河吉野朝の事蹟が記録文書として書き留められている古文書の一つで、特に資料の少ないと言われる「長慶天皇」についての記事が記録されている貴重な歴史資料。
以下に青木文献の内容を順不同で紹介する。

## 青木和田尉盛勝
青木和田尉盛勝は後醍醐天皇に近侍した公卿千種忠顕の子で、千種忠顕が延元元年/建武3年6月7日（1336年7月15日）白川口の合戦で戦死した後、青木文献には「三河の国の玉川村和田に落ち、青木和田尉盛勝と名乗った」（原文は全て漢字、以下同じ）と記録されてある。

## 後醍醐天皇
簡単な略歴と8人の皇子名（邦良親王、尊良親王、恒良親王、成良親王、後村上天皇、護良親王、宗良親王、懐良親王）が記録されている。その内容は、ほぼ後醍醐天皇の通説と同じだが、邦良親王（後二条天皇の第一皇子で後醍醐天皇の皇太子）という皇子の名前が異色。母は、談天門院藤原忠子（参議忠經の女）となっているが、継と經がよく似ているので誤写かもしれない。

## 後村上天皇
簡単な略歴が記録されている。その内容は、ほぼ後村上天皇の通説と同じ。（諱義良、初名憲良、後醍醐天皇第八子、在位29年、壽41歳など）。

## 長慶天皇
青木文献には、長慶天皇は康永元年（1342年）壬午8月13日に、五井美吉原隠沢城口全柵の天皇山明澄院（現・豊川市御油町西沢の御油神社）で降誕し、母は赤松氏三女玉己妃で、６歳の時、明澄院の細川貞海和尚と吉野へ上り、後村上天皇の皇太子に就任し、数年後に三河御所宮（豊川市御津町）に帰り、後村上天皇崩御後の正平23年3月即位し、天皇として（在位）過ごした後、落飾して長慶院（覚理法皇）と称し、望理原（豊川市森）に明澄院を移し、錦門御堂（仙洞御所）に行在し、檜御前（藤原氏四女）と馬込御前（竹本與四郎二女・弓引之松の東に葬る）の二人の妃がいた。この錦門御堂は望理原（豊川市森、小田渕町、国府町地区）に建てられ、東西450間、南北530間で、本殿の側に王田殿があり、その南に檜殿、北に長勝寺、西に高前寺、東に馬込殿があった。長慶天皇は1379年（天授5年）9月20日、王田殿にて崩御し、青木和田尉盛勝が三河の国王田淵（現・豊川市小田渕町）に王田天神として祀り、御尊毛を王田天神に納め、御尊体は五井一本木萬福寺に納めた。法名は金剛心院皇夫大士で、愛用の馬は弓引之松に埋葬したと記録されている。

## 寛成親王皇子松良親王
青木文献には松良親王は、寛成親王の皇子で、三州五井美吉原（現・豊川市御油町美世賜）に落ち、薬師寺を建立した開基であり、成龍と号し、1417年（応永24年）5月崩御し、五井御坊塚に葬ると記録されている。

## 寛成親王息女綾姫
青木文献には、「寛成親王の息女綾姫は宮路左太夫と遠州光明寺村に落ちた」と記録されている。

## 寛成親王の御子
青木文献には、寛成親王の御子は義良、国仁、成良、時仁で、母は、竹本與四郎二女「馬込御前」、義良王と国仁王は北畠と共に陸奥に落ち、成良王は細川と共に四国に落ち、時仁王は新田と共に加賀に落ちて行ったと記録されている。

## 寛成親王近臣
青木文献には、楠正儀、宮路左太夫、細井信濃守、彦坂左内、彦坂平内兵衛、細井一衛守、は共に　赤坂落合戦で戦い、楠正儀が戦死した。青木和田尉盛勝は五井青木神社、細井一衛守は五井一衛堂、楠正儀は五井八面明神に祀り、彦坂左内は、三州伊奈原へ、彦坂平内兵衛は玉川村へに落ち、和田尉一子平馬は、細井信濃守、細井一衛守と共に三河国美吉原に落ち、この地に青木和田尉盛勝を青木神社に祀った。内藤左金吾は掛馬戦死塚に葬ると記録されている。

## その他
青木文献には、五井明法山圓明寺内の山王大権現村上王を祀る大権現の南に銀二十五貫、金五十貫を埋め、五井法林寺和田秋海和尚に具足六組、大筒三本、小筒六丁、槍四十二本を預けたと記録されている。